# Pardosa vadosa
Pardosa vadosa este o specie de păianjeni din genul Pardosa, familia Lycosidae, descrisă de Barnes, 1959. Conform Catalogue of Life specia Pardosa vadosa nu are subspecii cunoscute.